# Casa de Holstein-Gottorp

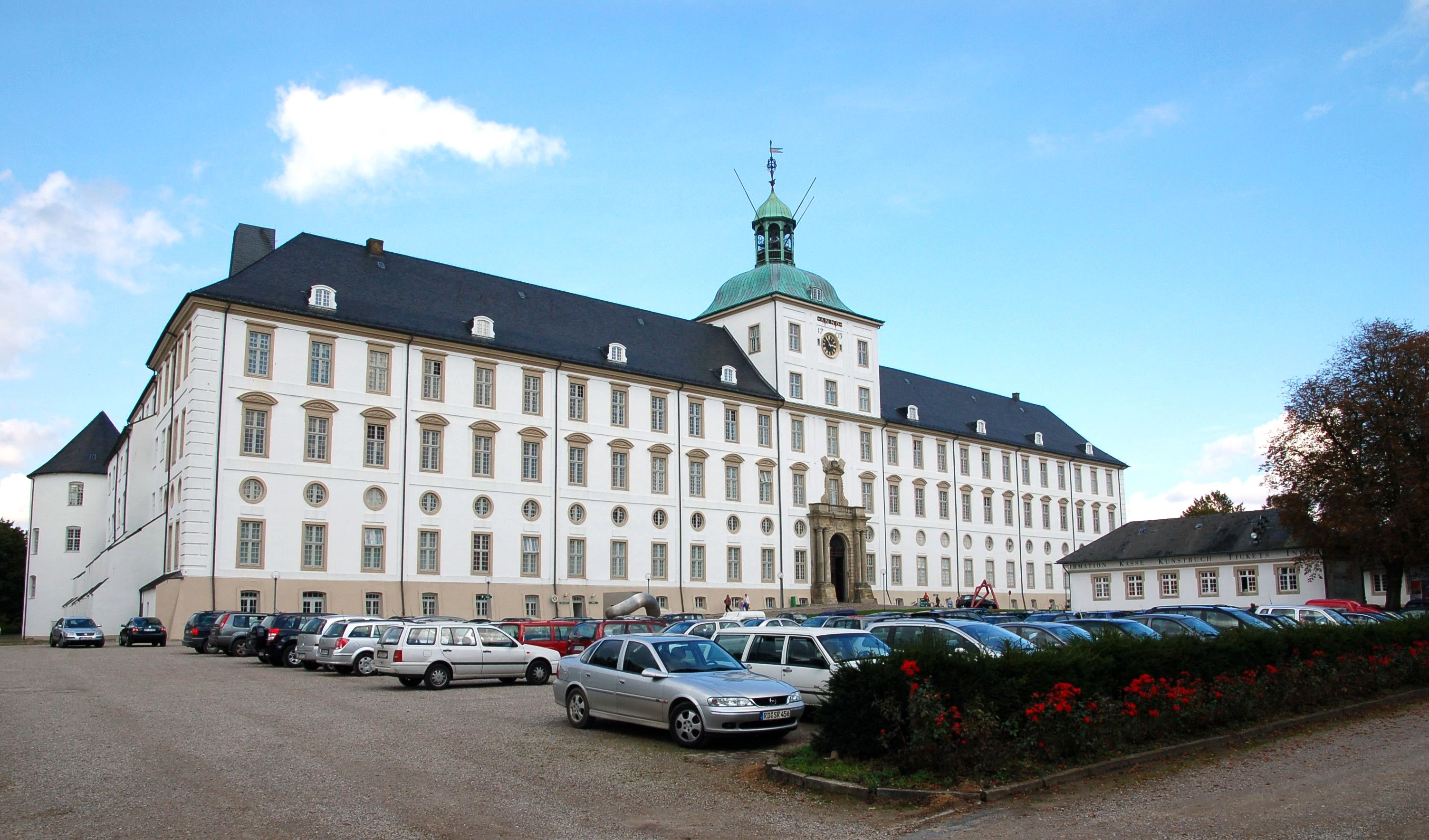
Vista exterior del castillo de Gottorf, hogar ancestral de los duques de Holstein-Gottorp.

La Casa de Holstein-Gottorp fue una familia noble europea de orígenes daneses, procedente de la Casa de Oldemburgo. Gobernó el ducado de Holstein-Gottorp durante toda su historia (1544-1713); reinó en Suecia de 1751 a 1818, en Rusia en 1762 y de 1796 a 1917, y en Noruega de 1814 a 1818.

## Ducado deHolstein-Gottorp
El origen de la familia se remonta a 1544, cuando los ducados de Schleswig y Holstein (en poder del rey de Dinamarca) son divididos en tres partes entre el rey Cristián III de Dinamarca y sus medios hermanos Juan y Adolfo. Adolfo obtuvo un territorio que incluía el Castillo de Gottorp, en la ciudad de Schleswig, y así fue el primer duque de Holstein-Gottorp y el fundador de la dinastía del mismo nombre. Sus descendientes gobernarían el ducado hasta 1713, cuando este desaparece. La familia tejería alianzas matrimoniales con la familia real de Suecia, país enemigo de Dinamarca.

## Reyes de Suecia

Armas de los Holstein-Gottorp en el Suecia

El príncipe-obispo de Lübeck, Adolfo Federico de Holstein-Gottorp, se convirtió en heredero al trono sueco en 1743, ante la falta de herederos del rey Federico I de Suecia y como un acuerdo entre Rusia y el parlamento sueco para alcanzar una paz entre ambas naciones. Adolfo Federico fue rey de Suecia a partir de 1751. Sus descendientes gobernarían hasta 1818, cuando la rama sueca de los Holstein-Gottorp se extinguió y el trono pasó a la familia Bernadotte. Este tronco dio en total cuatro reyes a Suecia:
| Rey de Suecia | Imagen | Nombre            | Natalicio y defunción | Sucesor de           | Padres                                                                     | Cónyuge                                          |
| ------------- | ------ | ----------------- | --------------------- | -------------------- | -------------------------------------------------------------------------- | ------------------------------------------------ |
| (1751-1771)   |        | Adolfo Federico   | (1710-1771)           | Federico I de Suecia | Cristian Augusto de Holstein-Gottorp y Albertina Federica de Baden-Durlach | Luisa Ulrica de Prusia (1720-1782)               |
| (1771-1792)   |        | Gustavo III       | (1746-1792)           | Su padre             | Adolfo Federico y Luisa Ulrica de Prusia                                   | Sofía Magdalena de Dinamarca (1746-1826)         |
| (1792-1809)   |        | Gustavo IV Adolfo | (1778-1837),          | Su padre             | Gustavo III y Sofía Magdalena de Dinamarca                                 | Federica de Baden (1781-1744)                    |
| (1809-1818)   |        | Carlos XIII       | (1748-1818)           | Su sobrino           | Adolfo Federico y Luisa Ulrica de Prusia                                   | Eduvigis Carlota de Holstein-Gottorp (1759-1818) |

## Reyes de Noruega
La rama sueca gobernaría brevemente en Noruega (de 1814 a 1818), cuando este país fue cedido por Dinamarca a Suecia:
- 1814-1818: Carlos II (el mismo Carlos XIII de Suecia)

## Emperadores de Rusia

Armas de los Holstein-Gottorp en el Imperio Ruso

El duque Carlos Federico de Holstein-Gottorp se casó en 1725 con Ana Petrovna, hija de Pedro el Grande, en un afán por conseguir el apoyo de Rusia contra Dinamarca. Del matrimonio nació Carlos Pedro Ulrico, quien además de ser duque de Holstein-Gottorp fue adoptado por su tía Isabel I de Rusia, la cual le nombró su sucesor. Carlos Pedro Ulrico llegó a ser emperador de Rusia con el nombre de Pedro III en 1762, pero sería derrocado por su esposa, Catalina II de Rusia. Sin embargo, sus descendientes serían emperadores de Rusia hasta 1917. Aunque sustituyó a la dinastía Romanov, la Casa de Holstein-Gottorp conservó oficialmente el nombre de Romanov y ha sido llamada Casa de Románov-Holstein-Gottorp: 
| Emperadores de Rusia | Imagen | Nombre        | Natalicio y muerte | Sucesor de               | Padres                                             | Cónyuge                                 |
| -------------------- | ------ | ------------- | ------------------ | ------------------------ | -------------------------------------------------- | --------------------------------------- |
| (1762)               |        | Pedro III     | (1728-1762)        | Isabel I de Rusia Su tía | Carlos Federico de Holstein-Gottorp y Ana de Rusia | Catalina II de Rusia (1729-1796)        |
| (1796-1801)          |        | Pablo I       | (1754-1801)        | Su madre                 | Pedro III y Catalina II de Rusia                   | Sofía Dorotea de Wurtemberg (1779-1826) |
| (1801-1809)          |        | Alejandro I   | (1777-1825),       | Su padre                 | Pablo I y Sofía Dorotea de Wurtemberg              | Luisa de Baden (1781-1744)              |
| (1825-1855)          |        | Nicolás I     | (1796-1855)        | Su hermano               | Pablo I y Sofía Dorotea de Wurtemberg              | Carlota de Prusia (1798-1860)           |
| (1855-1881)          |        | Alejandro II  | (1818-1881)        | Su padre                 | Nicolás I y Carlota de Prusia                      | María de Hesse-Darmstadt (1824-1880)    |
| (1881-1894)          |        | Alejandro III | (1845-1894)        | Su padre                 | Nicolás I y María de Hesse-Darmstadt               | Dagmar de Dinamarca (1847-1928)         |
| (1894-1917)          |        | Nicolás II    | (1868-1918)        | Su padre                 | Alejandro III y Dagmar de Dinamarca                | Alix de Hesse y del Rhine (1872-1918)   |